# Good & Evil
Good & Evil es el segundo álbum de estudio oficial de la banda de rock estadounidense Tally Hall, lanzado el 21 de junio de 2011 por Quack! Media y más tarde relanzado por Needlejuice Records. 
Originalmente para ser lanzado bajo Atlantic Records, el álbum terminó siendo lanzado bajo su sello original debido a circunstancias desconocidas. Desde entonces, ha sido reeditado en vinilo, CD y casete por Needlejuice Records. El álbum recibió críticas mixtas, y algunos lo encontraron un esfuerzo más "maduro" que su predecesor, aunque también carecía de la memorabilidad del álbum debut de la banda .

## Producción
A fines de abril de 2009, la banda publicó un evento programado en su página de Facebook titulado "Tally Hall May Tour", con el subtítulo "The Last Pre-Recording Hurrah". Afirmó que, después de varios espectáculos en mayo, comenzarían a grabar su segundo álbum.
El 19 de octubre de 2009, Tally Hall comenzó la preproducción del álbum. El 26 de octubre de 2009 marcó el primer día oficial de grabación en The Sunset Sound Factory, con el productor nominado al Grammy Tony Hoffer y el ingeniero Todd Burke . A través del Twitter de Ross Federman, se reveló que estaban grabando 16 canciones; sin embargo, se anunció que el álbum tendría 14 en su lugar.
El 26 de noviembre de 2009 (Día de Acción de Gracias), la banda anunció a través de Twitter que habían completado el seguimiento, dejándoles un día para prepararse para su gira con Rooney y Crash Kings.
El 2 de mayo de 2011, la banda lanzó su primer sencillo del álbum, "You & Me", en la revista musical Consequence of Sound . Al día siguiente, el sencillo fue lanzado oficialmente en iTunes.
El 20 de junio de 2011, la banda lanzó la canción "&" a través de su cuenta de YouTube.
El álbum está actualmente disponible a través de su sitio web oficial, así como en los servicios en línea iTunes, Amazon MP3 y Napster . También se lanzó en CD, vinilo, casete, minidisco y descarga digital.

## Listado de pistas
Todas las canciones escritas y compuestas por Rob Cantor, Joe Hawley, Andrew Horowitz, and Zubin Sedghi (respectively, as denoted). 
| Good & Evil |                        |                                  |          |  |
| N.º         | Título                 | Vocales                          | Duración |  |
| 1.          | «Never Meant to Know»  | Cantor                           | 3:40     |  |
| 2.          | «&»                    | Hawley                           | 3:14     |  |
| 3.          | «You & Me»             | Cantor                           | 2:52     |  |
| 4.          | «Cannibal»             | Sedghi                           | 3:28     |  |
| 5.          | «Who You Are»          | Cantor                           | 3:40     |  |
| 6.          | «Sacred Beast»         | Hawley, Cantor, Sedghi           | 2:22     |  |
| 7.          | «Hymn for a Scarecrow» | Hawley, Federman                 | 4:50     |  |
| 8.          | «A Lady»               | Hawley                           | 1:05     |  |
| 9.          | «The Trap»             | Sedghi                           | 4:31     |  |
| 10.         | «Turn The Lights Off»  | Hawley, Cantor, Sedghi           | 2:56     |  |
| 11.         | «Misery Fell»          | Sedghi                           | 3:35     |  |
| 12.         | «Out in the Twilight»  | Cantor                           | 2:51     |  |
| 13.         | «You»                  | Horowitz                         | 2:57     |  |
| 14.         | «Fate of the Stars»    | Hawley, Cantor, Sedghi, Horowitz | 6:50     |  |
| 48:50       |                        |                                  |          |  |

| Relanzamiento de Needlejuice Records |                 |                      |          |  |
| N.º                                  | Título          | Vocales              | Duración |  |
| 15.                                  | «Light & Night» | Cantor, Nellie McKay | 4:19     |  |
| 53:09                                |                 |                      |          |  |

## Personal

### Tally Hall
- Rob Cantor - guitarra, voz, percusión, piano, secuenciador
- Joe Hawley - guitarra, voz, percusión, ocarina
- Zubin Sedghi - bajo, voz
- Andrew Horowitz - teclados, voz
- Ross Federman: batería, percusión, coros

### Músicos adicionales
- Bora Karaca - silbidos, coros
- Nellie McKay - co-voz principal